# Bukowina Bobrzańska (przystanek kolejowy)
Bukowina Bobrzańska – przystanek kolejowy w Bukowinie Bobrzańskiej, w woj. lubuskim,  w Polsce.

## Przewozy
Obecnie nie zatrzymują się na niej pociągi osobowe i towarowe.